# Assembleia popular
Uma assembleia popular é uma aglomeração cuja função é tratar de questões importantes para seus membros.  Assembleias populares tendem a ser totalmente abertas ao público e operam no âmbito da democracia direta. Sua esfera de atuação pode ser regional, de uma empresa, indústria ou instituição de ensino ou pode ainda estar em função de uma reivindicação específica.
O termo é comumente usado para descrever mobilizações que denunciam o déficit democrático existente nas democracias representativas.  Por vezes, essas assembleias são criadas para formar uma estrutura de poder alternativa.

## Exemplos
- Assembleia curiata
- Asamblea Popular de los Pueblos de Oaxaca
- Movimento Occupy de 2011
- Movimento 15M de 2011–Presente

### Eclésia na Grécia Antiga
Na democracia ateniense, a eclésia era a assembleia de todos os cidadãos homens. Cidadãos que não participavam nas decisões políticas eram chamados de ἰδιώτης (idiōtēs), cujo significado etimológico é “pessoa particular” ou não pública, pessoa que não se interessa ativamente pelos assuntos políticos.